# Michael Richards
Michael Anthony Richards (Culver City, 24 luglio 1949) è un attore e produttore televisivo statunitense.
È noto per il personaggio di Cosmo Kramer da lui interpretato nella sit-com Seinfeld dal 1989 al 1998.

## Biografia
È il figlio di Phyllis Nardozzi, addetta alle cartelle mediche, di origine italiana, e di William Richards, ingegnere elettronico di origine scozzese ed inglese, morto in un incidente automobilistico quando Michael aveva solo due anni.

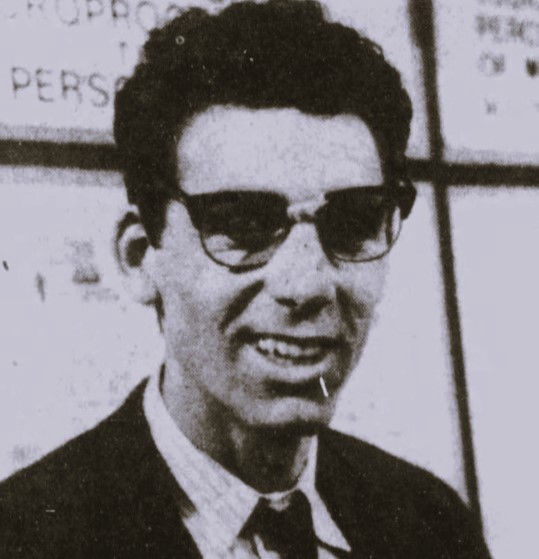
Richards nel 1983

Richards ha studiato alla California Institute of the Arts, ma si è diplomato nell'Evergreen State College nel 1975. Comincia la sua carriera durante il periodo del college partecipando a tutte le produzioni studentesche. Si arruola nell'esercito e viene inviato in Germania come co-direttore della V armata Training Road Show, producendo e dirigendo degli show per le truppe.  Uscito dall'esercito, si guadagna da vivere lavorando come autista di autobus scrivendo uno show di cabaret nel 1979. Richards ha la sua prima grande occasione nove mesi dopo, apparendo nel primo special televisivo di Billy Crystal. Si sposa con la direttrice di casting Cathleen Richards, dalla quale avrà una figlia, divorziando poi nel 1990.
Nel 1980 entra a far parte del cast del varietà televisivo Fridays della ABC, e da lì tutta una serie di partecipazioni più o meno importanti, come ad esempio Miami Vice, Cin cin, nello show di Jay Leno, o nel film di "Weird Al" Yankovic, UHF - I vidioti. Il successo arriva però alla fine degli anni '80, quando viene scritturato per interpretare Cosmo Kramer nella fortunata serie Seinfeld, che gli fa vincere 3 Emmy Award.
Nel 2000 Richards inizia a lavorare su una nuova serie per la NBC. Il Michael Richards Show ottiene però uno scarso successo di pubblico. Nel 2002 era stato provinato per interpretare Adrian Monk nell'omonima serie televisiva, ma venne scartato e la parte andò a Tony Shalhoub. Nel novembre 2006 Richards è stato protagonista di una serie di insulti razzisti rivolti ad uno spettatore di un suo spettacolo a Los Angeles. L'episodio, che segnò in negativo il proseguimento della sua carriera, nello specifico ebbe luogo il 17 novembre 2006 al Laugh Factory di Hollywood, California. Richards si lanciò in una serie di insulti in risposta alle interruzioni da parte di un ristretto gruppo di spettatori afroamericani. Urlò diverse volte: «He's a nigger!» ("È un negro!"), e fece riferimento ai linciaggi e all'epoca delle leggi di Jim Crow. Kyle Doss, una delle persone oggetto degli insulti di Richards, disse che il gruppo era arrivato a metà dello spettacolo ed era stato "un po' rumoroso". Secondo quanto dichiarato da Doss:
Tre giorni dopo l'incidente, Richards fece pubblica ammenda via satellite al Late Show with David Letterman, dicendo: «Per me, essere in un comedy club e andare così fuori di testa e dire queste cazzate... sono profondamente, profondamente dispiaciuto. Non sono un razzista, ecco cosa c'è di così folle in tutto questo». Molti degli spettatori in studio risero e Richards cominciò a spiegarsi e scusarsi a ruota libera, portando l'ospite dello spettacolo Jerry Seinfeld a rimproverare il pubblico, dicendo: «Smettetela di ridere. Non è divertente». Richards disse che aveva cercato di smorzare sul nascere il disturbo al suo spettacolo essendo ancora più oltraggioso dei disturbatori, ma la cosa gli si era ritorta contro. In seguito chiamò i leader dei diritti civili Al Sharpton e Jesse Jackson per scusarsi personalmente dell'accaduto. Doss dichiarò di non accettare le scuse di Richards: «Se avesse voluto veramente scusarsi, avrebbe potuto contattare uno di noi in privato. Ma non l'ha fatto. Si è scusato davanti alla telecamera solo perché la registrazione dell'episodio è diventata pubblica».

## Filmografia

### Cinema
- L'ospedale più pazzo del mondo (Young Doctors in Love), regia di Garry Marshall (1982)
- The House of God, regia di Donald Wrye (1984)
- Una notte in Transilvania (Transylvania 6-5000), regia di Rudy De Luca (1985)
- Una signora chiamata Presidente (Whoops Apocalypse), regia di Tom Bussmann (1986)
- UHF - I vidioti (UHF), regia di Jay Levey (1989)
- Piccola peste (Problem Child), regia di Dennis Dugan (1990)
- Teste di cono (Coneheads), regia di Steve Barron (1993)
- Mia moglie è una pazza assassina? (So I Married an Axe Murderer), regia di Thomas Schlamme (1993)
- Airheads - Una band da lanciare (Airheads), regia di Michael Lehmann (1994)
- Eroi di tutti i giorni (Unstrung Heroes), regia di Diane Keaton (1995)
- Ellen's Energy Adventure, regia di Ellen DeGeneres, Bill Nye e Alex Trebek (1996) (non accreditato)
- Ancora più scemo (Trial and Error), regia di Jonathan Lynn (1997)
- Bee Movie, regia di Simon J. Smith e Steve Hicker (2007) (voce)

### Televisione
- Fridays – show TV, 58 episodi (1980-1982)
- Herndon, regia di Garry Marshall – film TV (1983)
- Nel regno delle fiabe (Faerie Tale Theatre) – serie TV, episodi 1x01-3x03 (1982-1984)
- Giudice di notte (Night Court) – serie TV, episodio 2x11 (1984)
- A cuore aperto (St. Elsewhere) – serie TV, 5 episodi (1984-1985)
- Cin cin (Cheers) – serie TV, episodio 3x18 (1985)
- Top Secret (Scarecrow and Mrs. King) – serie TV, episodio 2x18 (1985)
- Nancy, Sonny & Co. (Making a Living) – serie TV, episodio 3x04 (1985)
- Hill Street giorno e notte (Hill Street Blues) – serie TV, episodio 6x07 (1985)
- Miami Vice – serie TV, episodio 2x18 (1986)
- L'ultimo cavaliere elettrico (Sidekicks)  – serie TV, episodio 1x06 (1986)
- Fresno – miniserie TV (1986)
- Jonathan Winters: On the Ledge, regia di Peter Ferrara – film TV (1987)
- Tutti per uno (Marblehead Manor) – serie TV, 11 episodi (1987-1988)
- Seinfeld – serie TV, 170 episodi (1989-1998)
- The Larry Sanders Show – serie TV, episodio 1x06 (1992)
- Innamorati pazzi (Mad About You) – serie TV, episodio 1x08 (1992)
- London Suite, regia di Jay Sandrich – film TV (1996)
- David Copperfield, regia di Peter Medak – film TV (2000)
- The Michael Richards Show – serie TV, 9 episodi (2000)
- Curb Your Enthusiasm – serie TV, episodi 7x03-7x09-7x10 (2009)
- Comedians in Cars Getting Coffee – serie TV, episodi 5x02-5x05-5x07 (2014)

## Doppiatori italiani
Nelle versioni in italiano delle opere in cui ha recitato, Michael Richards è stato doppiato da:
- Francesco Pannofino in Seinfeld, David Copperfield
- Sergio Di Stefano in Top Secret
- Sergio Di Giulio in Una notte in Transilvania
- Mario Cordova in Miami Vice
- Massimo Lodolo in L'ultimo cavaliere elettrico
- Renato Cortesi in Piccola peste
- Mino Caprio in Innamorati pazzi
- Sandro Sardone in Mia moglie è una pazza assassina?
- Eugenio Marinelli in Ancora più scemo

Da doppiatore è sostituito da: 
- Sacha De Toni in Bee Movie